# Politica de acces la distanță
Politica de acces la distanță este un document care prezintă și definește metodele acceptabile de conectare de la distanță la rețeaua internă. Aceasta este esențială în organizațiile mari în care rețelele sunt dispersate geografic și se extind în locații de rețea nesigure, cum ar fi rețelele publice sau rețelele personale negestionate. Acesta ar trebui să acopere toate metodele disponibile pentru accesarea de la distanță a resurselor interne:
- dial-in (SLIP, PPP)
- ISDN/Frame Relay
- acces telnet de pe Internet
- modem prin cablu

Această politică de acces la distanță definește standardele de conectare la rețeaua organizațională și standardele de securitate pentru computerele cărora li se permite să se conecteze la rețeaua organizațională.
Această politică de acces de la distanță specifică modul în care utilizatorii de la distanță se pot conecta la rețeaua organizațională principală și cerințele pentru fiecare dintre sistemele lor înainte de a li se permite să se conecteze.